# Egyptisch-Arabisch

Het Arabische taalgebied met het Egyptisch-Arabisch in lichtoranje

Egyptisch-Arabisch is het dialect dat wordt gesproken door de hedendaagse Egyptenaren. Het dialect staat ook bekend als de Egyptische omgangstaal of het Egyptische dialect.
Egyptisch-Arabisch is een variatie van de Arabische talen van de Semitische tak van de Afro-Aziatische taalfamilie. Het komt oorspronkelijk uit de Nijldelta uit de omstreken van de hedendaagse hoofdstad Caïro. Het stamt af van het Arabisch dat in de zevende eeuw na Christus naar Egypte werd gebracht door de islamitische verovering van Egypte. De ontwikkeling van de taal werd beïnvloed door het inheemse Koptisch uit het Oude Egypte, en later door andere talen, waaronder Turks/Osmaans Turks, Italiaans, Frans en Engels. Het dialect wordt in het grootste deel van de Arabische wereld verstaan dankzij de overheersende Egyptische media, waardoor Egyptisch-Arabisch een van de meest gesproken en meest onderzochte variëteit is van het Arabisch.
Het is voornamelijk een gesproken taal, maar er zijn ook romans, toneelstukken, gedichten geschreven in het Egyptisch-Arabisch. Daarnaast wordt het soms ook gebruikt in stripboeken, reclames, sommige kranten en transcripties van populaire liedjes. In de meeste andere geschreven media en voor het nieuws op televisie, wordt Literair Arabisch gebruikt. Dit is de gestandaardiseerde vorm van het Arabisch, gebaseerd op de taal uit de Koran, het Klassiek Arabisch.

## Benamingen
De Egyptenaren kennen het dialect als de Egyptische omgangstaal (اللغة المصرية العامية) of Egyptisch dialect (اللهجة المصرية; afgekort als مصرى (Maṣri) "Egyptisch"). Het wordt echter ook de Moderne Egyptische taal (اللغة المصرية الحديثة) genoemd.
De termen Egyptisch-Arabisch en Masri worden vaak ook gebruikt ter aanduiding van het Cairotische Arabisch, het dialect uit de Egyptische hoofdstad. De eigen naam voor het land, Maṣr, wordt lokaal gebruikt als naam voor Caïro zelf. Net als het Frans uit Parijs, wordt het Arabisch uit Caïro het meest gebruikt in alle domeinen van het openbare leven in Egypte.

## Geografische verspreiding
Egyptisch-Arabisch wordt door meer dan 52 miljoen Egyptenaren als moedertaal gesproken en daarnaast als tweede taal door de grote meerderheid van de overige 24 miljoen Egyptenaren in verschillende regionale dialecten. Daarnaast wordt het gesproken door Egyptische immigrantengemeenschappen in het Midden-Oosten, Europa, Noord-Amerika, Australië en Zuidoost-Azië. Van de variëteiten van het Arabisch, is Egyptisch-Arabisch de enige die een lingua franca is geworden in andere delen van de Arabisch-sprekende wereld vanwege twee belangrijke redenen: de snelle toename en populariteit van Egyptische films en andere media in de regio sinds het begin van de 20ste eeuw, en een groot aantal Egyptische leraren en professors die hebben geholpen in het opzetten van het onderwijssysteem in verschillende landen op het Arabisch schiereiland en die daar en in andere landen zoals Algerije en Libië ook lesgaven. Daarnaast kiezen veel Libanese artiesten ervoor om te zingen in het Egyptisch en in het Libanees.

## Geschiedenis
De Egyptenaren namen de Arabische taal langzaam over als geschreven taal nadat het land in de zevende eeuw na Christus werd veroverd door de moslims. Tot die tijd spraken ze Egyptisch in Koptische vorm. Er was een ruim drie eeuwen lange periode van tweetaligheid waarin Koptisch en Arabisch in het noorden van Egypte naast elkaar bestonden. Deze trend duurde in het zuiden nog enkele eeuwen langer. Arabisch was overigens waarschijnlijk al langer bekend bij de Egyptenaren vanwege handel met Arabisch-sprekende volken en Arabische stammen die zich in het land hadden gevestigd. Egyptisch-Arabisch is waarschijnlijk ontstaan in Fustat, de eerste islamitische hoofdstad van Egypte; nu deel van het hedendaagse Caïro.
Een van de eerste linguïstische beschrijvingen van het Egyptisch-Arabisch is een document uit de zestiende eeuw met de naam "Het verwijderen van de last van de taal van het Egyptische volk", geschreven door Yūsuf al-Maġribi. Het document bevat belangrijke informatie over het vroege Egyptisch-Arabisch en de taalsituatie in middeleeuws Egypte. Het belangrijkste doel van het document was om te laten zien dat de gesproken taal van de Egyptenaren veel "fouten" bevatte ten opzichte van het Klassieke Arabisch. Dankzij de islamisering en arabisering van het land, verving Egyptisch-Arabisch langzamerhand het gesproken Egyptisch. Koptisch is nog steeds de liturgische taal van de Egyptische Koptisch-orthodoxe Kerk.

## Officiële status
Egyptisch-Arabisch heeft geen officiële status en wordt niet officieel erkend als een taal. Standaard Arabisch is de officiële taal van Egypte (zie diglossie). In de negentiende eeuw begon de interesse voor Egyptisch-Arabisch in Egypte te groeien, toen nationalistische bewegingen begonnen op te komen. Er werden voorstellen gedaan voor een "Egyptisering" (tamṣīr) van het Standaard Arabisch.
De vraag of Egyptisch-Arabisch een dialect of een taal is, is reden voor debat. In de sociolinguïstiek wordt Egyptisch-Arabisch gezien als een van de vele taalvariëteiten die afstamt van Literair Arabisch als zogenaamde dachsprache— de standaardvorm van een taal met veel dialecten.